# エヴェラウド・マルケス・ダ・シウヴァ
エヴェラウド（Everaldo）ことエヴェラウド・マルケス・ダ・シウヴァ（ポルトガル語: Everaldo Marques da Silva、1944年9月11日 - 1974年10月28日）は、ブラジルの元サッカー選手。元ブラジル代表。ポジションはDF。

## クラブ歴
ポルトアレグレに生まれ、グレミオFBPAの下部組織から1964年にトップチームに昇格した。翌年に2部のECジュベントゥージに期限付き移籍した後、グレミオに復帰した。1970年にはボーラ・ジ・プラッタに選出される活躍を見せた。
1974年10月28日、リオグランデ・ド・スル州サンタ・クルス・ド・スウで交通事故のために死亡した。

## 代表歴
1967年から1972年にかけてブラジル代表として出場した。1970 FIFAワールドカップのメンバーにも選出され、レギュラーとして優勝に貢献した。